# Edmond O'Brien
Edmond O'Brien (Brooklyn, 10 september 1915 - Inglewood, 9 mei 1985) was een Amerikaans acteur. 

## Leven en werk

### Afkomst, opleiding en eerste jobs
Edmond O'Brien werd geboren in Brooklyn als het zevende en laatste kind van ouders die afkomstig waren uit het zuiden van Ierland.
Als kind al voerde Edmond goochelshows op voor de kinderen van de buurt. 
Een tante die leerkracht Engels was nam hem van jongs af aan mee naar het theater. O'Brien kreeg interesse in acteren en wat later begon hij te spelen in schoolvoorstellingen.
Na zes maanden aan de universiteit van Fordham trok hij met een beurs naar de Neighborhood Playhouse School of the Theatre waar hij twee jaar studeerde. Hij volgde ook nog een opleiding gecentreerd op het werk van Shakespeare.

### Toneel
O'Brien debuteerde in Yonkers, in het summer stock theatre, een theater waarin enkel in de zomer stukken worden gespeeld. Daarbij worden decor en kostuums hergebruikt door jonge acteurs die op die manier ervaring opdoen.
Daarna debuteerde O'Brien in 1936 op Broadway waar hij werd opgemerkt door Orson Welles. In 1937 werd hij vast lid van het Mercury Theatre, een gezelschap geleid door Welles en John Houseman. Hij bleef er spelen tot 1940. 

### Filmacteur

#### Voorkomen, filmgenres en typische rollen
O'Brien had een sympathiek voorkomen, een robuuste en viriele constitutie en een mollig gezicht. Zijn gewicht nam in de jaren vijftig toe wat er soms voor zorgde dat hij moest vermageren voor een rol of dat hij voor bepaalde rollen niet meer in aanmerking kwam. 
Hij werd het meest geregisseerd in film noir films met dramatische, criminele en/of thrillerinslag. Hij vertolkte ook rollen in westerns (9 films) en oorlogsfilms (9). Hij was ook te zien in een tiental komedies en tragikomedies.
Hij werd niet alleen als hoofdacteur gecast. Omdat hij niet echt beantwoordde aan het gangbare schoonheidsideaal van Hollywood werd hij evenzeer als genreacteur in nevenrollen gecast, een acteur dus die een bepaald type van personage vertolkt. Rollen waarin hij dikwijls te zien was waren die van:
- militair: van eenvoudige soldaat (2), schutter, over luitenant, kapitein (2), gevechtspiloot en tweede ingenieur, tot hogere gezaghebbers als majoor (2), kolonel (3), generaal (2) en duikbootcommandant,
- gezagsdrager: senator, officier van justitie, inspecteur van het Federal Bureau of Narcotics, FBI-geheime agent, politieagent, -luitenant of -kapitein,
- persagent (2), uitgever (3), journalist (2),
- advocaat (4), dokter, wetenschapper, scheepsmagnaat, zakenman, verzekeringsmakelaar, beheerder, muziekmanager, speurder van een verzekeringsmaatschappij, ploegbaas en telefoontechnicus.
- gangster (4), lijfwacht, outlaw, dorpsdronkaard, communistendoder.

#### Debuut
Pandro Berman, de baas van RKO Pictures, merkte in 1939 het acteertalent van O'Brien op. Hij gaf hem de rol van een jonge charmante dichter die verliefd wordt op de zigeunerin Esmeralda in The Hunchback of Notre Dame, een historisch drama gebaseerd op de gelijknamige roman van Victor Hugo.

#### Belangrijke films

##### Jaren veertig
Tijdens de eerste helft van de jaren veertig verscheen O'Brien slechts sporadisch op het grote scherm omdat hij tijdens de Tweede Wereldoorlog diende bij de United States Army Air Forces.
De film noir The Killers (1946) was wellicht de eerste belangwekkende film van O'Brien. Hij vertolkte een speurder van een verzekeringsmaatschappij die een verdachte moordzaak moet onderzoeken: een man met een levensverzekering werd omgebracht zonder dat die verzet pleegde.  
In de film noir White Heat (1949), een gangsterfilm uit de topperiode van Raoul Walsh, vertolkte hij een geheim agent van de FBI die in de gevangenis aanpapt met een gewelddadige gangsterbaas wiens volledig vertrouwen hij wint met het doel te weten te komen waar de enorme buit van een treinoverval verstopt zit. 

##### Jaren vijftig
De krachtige en beklijvende film noir D.O.A. (1950), een klassieker in het genre, toonde O'Brien in de hoofdrol van een man die dodelijk werd vergiftigd, nog een dag te leven heeft en een wanhopige race tegen de klok loopt om zelf zijn moordenaar op te sporen. 
In het voor hem erg vruchtbare jaar 1953 speelde O'Brien een eerste keer de hoofdrol in een film van Don Siegel: de avontuurlijke oorlogsfilm China Venture waarin hij als kapitein aan het hoofd staat van een groep militairen die een gecrashte Japanse admiraal moet lokaliseren en ondervragen.  
O'Brien vertolkte de hoofdrol in twee films van Ida Lupino, de belangrijkste vrouwelijke cineaste werkzaam in de jaren vijftig gedurende het Hollywood studiosysteem. In de film noir thriller The Hitch-Hiker (1953) is hij een van de twee vrienden die door een psychopathische lifter worden verplicht hem naar Mexico te brengen. Het film noir drama  The Bigamist (1953) toont hoe een eenvoudige zakenman, ongelukkig getrouwd met een ambitieuze zakenvrouw die geen kinderen kan krijgen, verzeild raakt in een bigamische toestand.
In de heel succesrijke dramatische biografische sandalenfilm Julius Caesar (1953) van Joseph L. Mankiewicz gaf O'Brien gestalte aan Casca, een van de moordenaars van Julius Caesar.     
Voor zijn rol van zweterige, kletserige, zelfzekere en verachtelijke publiciteitsagent in het drama The Barefoot Contessa (ook van Mankiewicz, 1954) won O'Brien niet alleen de Oscar voor beste mannelijke bijrol maar ook de Golden Globe in dezelfde categorie.
De als een vehikel voor de rondborstige Jayne Mansfield opgevatte satirische komedie The Girl Can't Help It (1956) toonde O'Brien als een gangster en maffiabaas-koning van de gokautomaten. Hij wil koste wat het kost dat zijn sexy blonde vriendin een succesvolle zangeres wordt.
Nog in 1956 kwam de dramatische sciencefictionfilm 1984 uit, de eerste langspeelverfilming van George Orwells gelijknamige dystopische roman. O'Brien nam de hoofdrol van Winston Smith voor zijn rekening. Hij speelde een gewoon lid van de regerende partij in een toekomstig Londen die het oneens is met de totalitaire controle en repressie van de regering.

##### Jaren zestig
Van de negen westerns waarin O'Brien verscheen waren er twee van de hand van gereputeerde westernregisseurs: The Man Who Shot Liberty Valance (1962) en The Wild Bunch (1969) waren dan ook veruit de bekendste en de beste. In de John Ford-klassieker gaf O'Brien kleur aan de uitgever van de plaatselijke dorpskrant. In Sam Peckinpahs grensverleggende en gewelddadige revisionistische western gaf hij gestalte aan een oudere brommerige outlaw die de 'wild Bunch', een uitgedunde en door een mislukte roof teleurgestelde bende vogelvrij verklaarden, vergezelt naar andere einders.
John Frankenheimer deed twee keer een beroep op O'Brien: eerst voor zijn biografisch drama Birdman of Alcatraz (1962) waarin O'Brien de journalist Thomas E. Gaddis belichaamde, op bezoek bij de opgesloten 'vogelman' met het doel een boek over hem te schrijven. Twee jaar later gaf hij gestalte aan de rol van een alcoholistische Amerikaanse senator en intieme vertrouwenspersoon van de door een staatsgreep bedreigde onpopulaire president in de politieke thriller Seven Days in May (1964). Dit leverde hem een tweede Golden Globe voor beste mannelijke bijrol op
Nog in 1964, ruim tien jaar na China Venture, was O'Brien opnieuw te zien in een film van Don Siegel: in de dramatische misdaadfilm The Hanged Man (1964) deelde hij de hoofdrol met Robert Culp. 

##### Jaren zeventig
Een van O'Briens laatste belangrijke rollen was die van een inspecteur van het Federal Bureau of Narcotics in Lucky Luciano, een  biografische gangsterfilm (1973) over maffiabaas Salvatore Lucania.

#### Filmregisseur
O'Brien regisseerde twee films: de film noir misdaadfilm Shield for Murder (samen met Howard W. Koch, 1954) waarin hij zelf de hoofdrol voor zijn rekening nam: een politieluitenant die na zestien jaar dienst is verworden tot een corrupte en verdorven man. De neo noir film Man-Trap (1961) toont hoe een veteraan uit de Koreaanse Oorlog via een vriend-veteraan betrokken raakt bij een aanlokkelijke maar risicovolle diefstal van illegale wapens.   

### Televisie
Ruim twintig jaar lang (1951-1974) was O'Brien regelmatig op het kleine scherm te zien. Hij verleende dikwijls zijn medewerking aan anthologieseries, vooral in de jaren vijftig, zijn productiefste televisieperiode.
Hij speelde ook de titelrol in het misdaaddrama Johnny Midnight (39 episodes, 1960) en in het gerechtsdrama Sam Benedict (28 episodes, 1962-1963). In de succesrijke dramatische serie The Long, Hot Summer (1965-1966) was hij de machtige, leugenachtige en achterbakse patriarch-bankeigenaar. 

### Privéleven
Tussen 1941 en 1942 was O'Brien eerst getrouwd met actrice Nancy Kelly (1921-1995). Actrice Olga San Juan (1927-2009) werd zijn tweede vrouw in 1948 en werd de moeder van zijn drie kinderen: televisieproducent Bridget, actrice Maria (1950) en acteur Brendan (1962-2023). Het koppel scheidde in 1976.
Aan het einde van de jaren zeventig werd O'Brien getroffen door de ziekte van Alzheimer. In 1985 overleed O'Brien op 69-jarige leeftijd ten gevolge van complicaties van deze ziekte.

## Filmografie (ruime selectie)
- 1939 - The Hunchback of Notre Dame (William Dieterle)
- 1941 - A Girl, a Guy and a Gob (Richard Wallace)
- 1942 - Obliging Young Lady (Richard Wallace)
- 1942 - Powder Town (Rowland V. Lee)
- 1944 - Winged Victory (George Cukor)
- 1946 - The Killers (Robert Siodmak)
- 1947 - The Web (Michael Gordon)
- 1947 - A Double Life (George Cukor)
- 1948 - Another Part of the Forest (Michael Gordon)
- 1948 - For the Love of Mary (Frederick de Cordova)
- 1948 - Fighter Squadron (Raoul Walsh)
- 1948 - An Act of Murder (Michael Gordon)
- 1949 - White Heat (Raoul Walsh)
- 1949 - Under Capricorn (Alfred Hitchcock) (de verteller)
- 1950 - D.O.A. (Rudolph Maté)
- 1950 - Backfire (Vincent Sherman)
- 1950 - 711 Ocean Drive (Joseph M. Newman)
- 1950 - The Admiral Was a Lady (Albert S. Rogell)
- 1950 - Between Midnight and Dawn (Gordon Douglas)
- 1951 - The Redhead and the Cowboy (Leslie Fenton)
- 1951 - Two of a Kind (Henry Levin)
- 1951 - Warpath (Byron Haskin)
- 1951 - Silver City (Byron Haskin)
- 1952 - The Greatest Show on Earth (Cecil B. DeMille)
- 1952 - Denver and Rio Grande (Byron Haskin)
- 1952 - The Turning Point (William Dieterle)
- 1953 - The Hitch-Hiker (Ida Lupino)
- 1953 - Man in the Dark (Lew Landers)
- 1953 - Cow Country (Lesley Selander)
- 1953 - Julius Caesar (Joseph L. Mankiewicz)
- 1953 - China Venture (Don Siegel)
- 1953 - The Bigamist (Ida Lupino)
- 1954 - Shield for Murder (Edmond O'Brien en Howard W. Koch)
- 1954 - The Shanghai Story (Frank Lloyd)
- 1954 - The Barefoot Contessa (Joseph L. Mankiewicz)
- 1955 - Pete Kelly's Blues (Jack Webb) gangster
- 1956 - 1984 (Michael Anderson)
- 1956 - D-Day the Sixth of June (Henry Koster)
- 1956 - A Cry in the Night (Frank Tuttle)
- 1956 - The Rack (Arnold Laven)
- 1956 - The Girl Can't Help It (Frank Tashlin)
- 1957 - The Big Land (Gordon Douglas)
- 1957 - Stopover Tokyo (Richard L. Breen)
- 1958 - The World Was His Jury (Fred F. Sears)
- 1959 - Up Periscope (Gordon Douglas)
- 1959 - L'Ambitieuse (Yves Allégret)
- 1960 - The Last Voyage (Andrew L. Stone)
- 1960 - The 3rd Voice (Hubert Cornfield)
- 1961 - The Great Impostor (Robert Mulligan)
- 1961 - Man-Trap (Edmond O'Brien)
- 1962 - The Man Who Shot Liberty Valance (John Ford)
- 1962 - Birdman of Alcatraz (John Frankenheimer)
- 1962 - The Longest Day (Ken Annakin, Andrew Marton, Darryl F. Zanuck en Bernhard Wicki)
- 1964 - Seven Days in May (John Frankenheimer)
- 1964 - Rio Conchos (Gordon Douglas)
- 1964 - The Hanged Man (Don Siegel)
- 1965 - Sylvia (Gordon Douglas)
- 1965 - Synanon (Richard Quine)
- 1966 - Fantastic Voyage (Richard Fleischer)
- 1967 - Peau d'espion (Edouard Molinaro)
- 1969 - The Wild Bunch (Sam Peckinpah)
- 1970 - Dream No Evil (John Hayes)
- 1973 - Lucky Luciano (Francesco Rosi)
- 1974 - 99 and 44/100% Dead (John Frankenheimer)
- 2018 - The Other Side of the Wind (Orson Welles)

## Biografie
- Derek Sculthorpe: Edmond O'Brien: Everyman of Film Noir, McFarland and C°, 2018

- Biblioteca Nacional de España: XX1054123
- Bibliothèque nationale de France: cb139709691 (data)
- Gemeinsame Normdatei: 1037862465
- International Standard Name Identifier: 0000 0001 2096 397X
- Library of Congress Control Number: n95081139
- Nationale Bibliotheek van Tsjechië: xx0175135
- Nationale Bibliotheek van Israël: 987007437061205171
- Nederlandse Thesaurus van Auteursnamen: 074761331
- Istituto Centrale per il Catalogo Unico: DDSV000370
- SNAC: w60q3wdb
- Système universitaire de documentation: 05811291X
- Trove: 985687
- Virtual International Authority File: 71585493
- WorldCat: E39PBJcwFpKJvmVqTRxFXD7fv3